# Parallelodiplosis bupleuri
Parallelodiplosis bupleuri är en tvåvingeart som först beskrevs av Ewald Rübsaamen 1895.  Parallelodiplosis bupleuri ingår i släktet Parallelodiplosis och familjen gallmyggor. Inga underarter finns listade i Catalogue of Life.